# Minimes - Théâtres Romains
Minimes - Théâtres Romains is de naam van het tussenstation op de kabelspoorweg van Saint-Just (F1) in de Franse stad Lyon. Dit station bedient het lagere deel van de wijk Saint-Just gelegen op de heuvel Fourvière in het 5e arrondissement waar ook in het dal van de Saône de oude binnenstad Vieux Lyon in gelegen is.
Het station aan de Place des Minimes ligt aan de ingang van het Antiek theater van Lugdunum en het Odeion van Lugdunum waarnaar het ook in de stationsnaam verwijst. Op een halve kilometer afstand ligt het Gallo-Romeins museum van Fourvière, wat evenwel korter bij het bergstation van de kabelspoorweg van Fourvière ligt.
Het station werd in gebruik genomen in 1878, toen de F1-lijn werd geopend. Het is sinds de opening weinig veranderd, ondanks de opeenvolgende moderniseringen van de infrastructuur van de lijn. Het bestaat uit twee sporen die twee perrons flankeren. Het station ligt op het enige deel van de enkelsporige kabelspoorweg waar tussen twee Abtse wissels een deel dubbelspoor ligt. In het station is geen personeel aanwezig, er zijn ticketautomaten en, sinds 2006, toegangspoorten met ticketvalidatie. Het station is gebouwd in een 26 meter lange open sleuf tussen de onderste en bovenste tunnel van de kabelspoorweg.
Naast het verschil in helling tussen het onderste en bovenste deel van het traject, dat vooral zichtbaar is vanaf de perrons, heeft het station nog een andere bijzonderheid vanwege het inherente ontwerp van kabelbanen: elke kabelbaan wordt getrokken door een kabel die een specifieke rail volgt, de bestemming wordt afgewisseld voor een bepaald spoor. Digitale displays op de perrons geeft aan of de aankomende trein bergop naar Saint-Just rijdt of dalwaarts naar Vieux Lyon - Cathédrale Saint-Jean.
In 2005 werd het uitgerust met twee liften voor personen met beperkte mobiliteit, een in de toegangszone, en een tweede tot het perron, maar alleen op het zuidelijke van de twee perrons om redenen van ruimte, wat, in combinatie met de hierboven uiteengezette afwisseling van de bestemming, de wachttijd voor een persoon met beperkte mobiliteit wel verdubbelt tot een trein in de gewenste richting aan dat perron halt houdt.

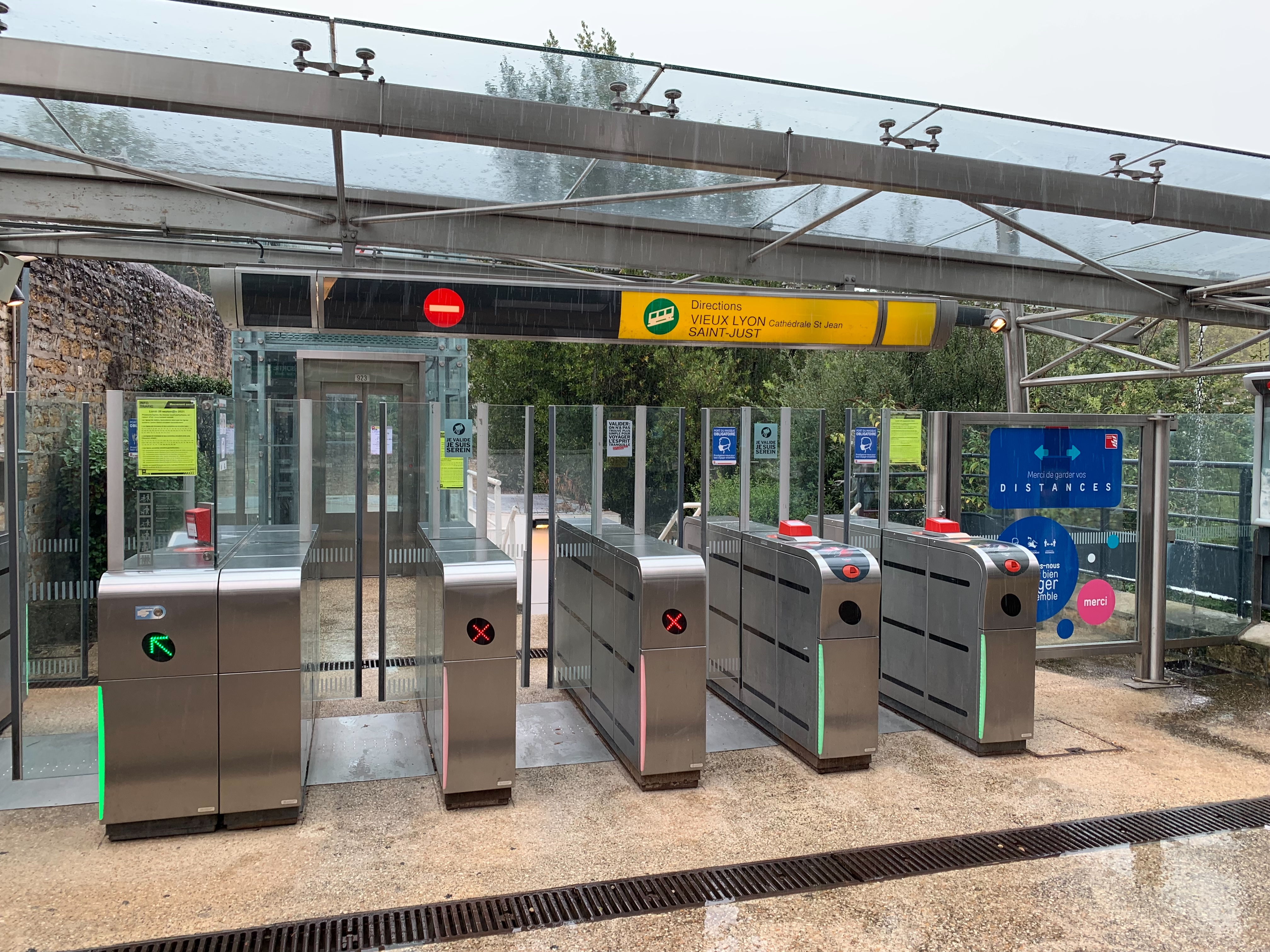
Toegangscontrole
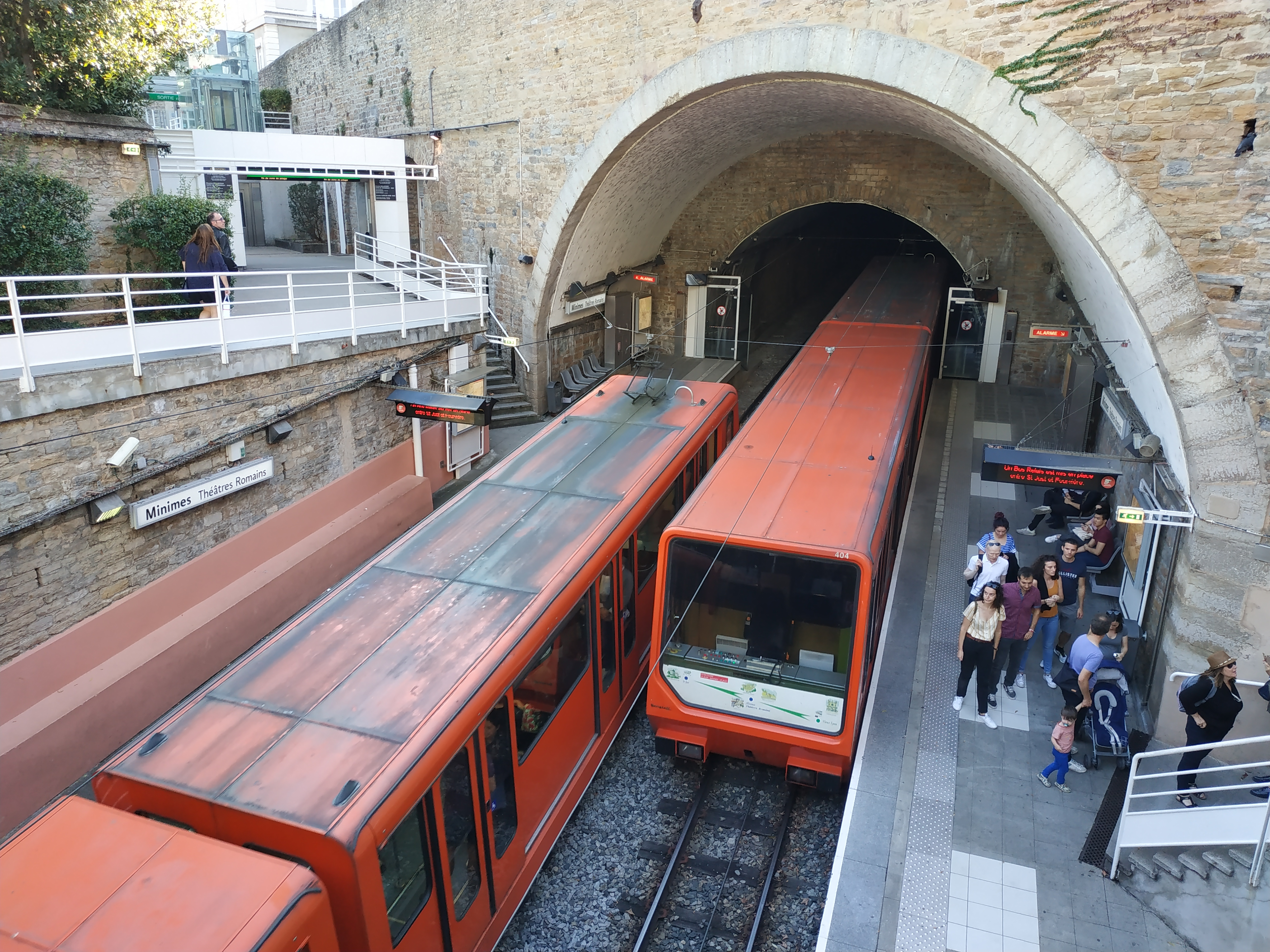
Zicht op perronverbinding en toegangsroute
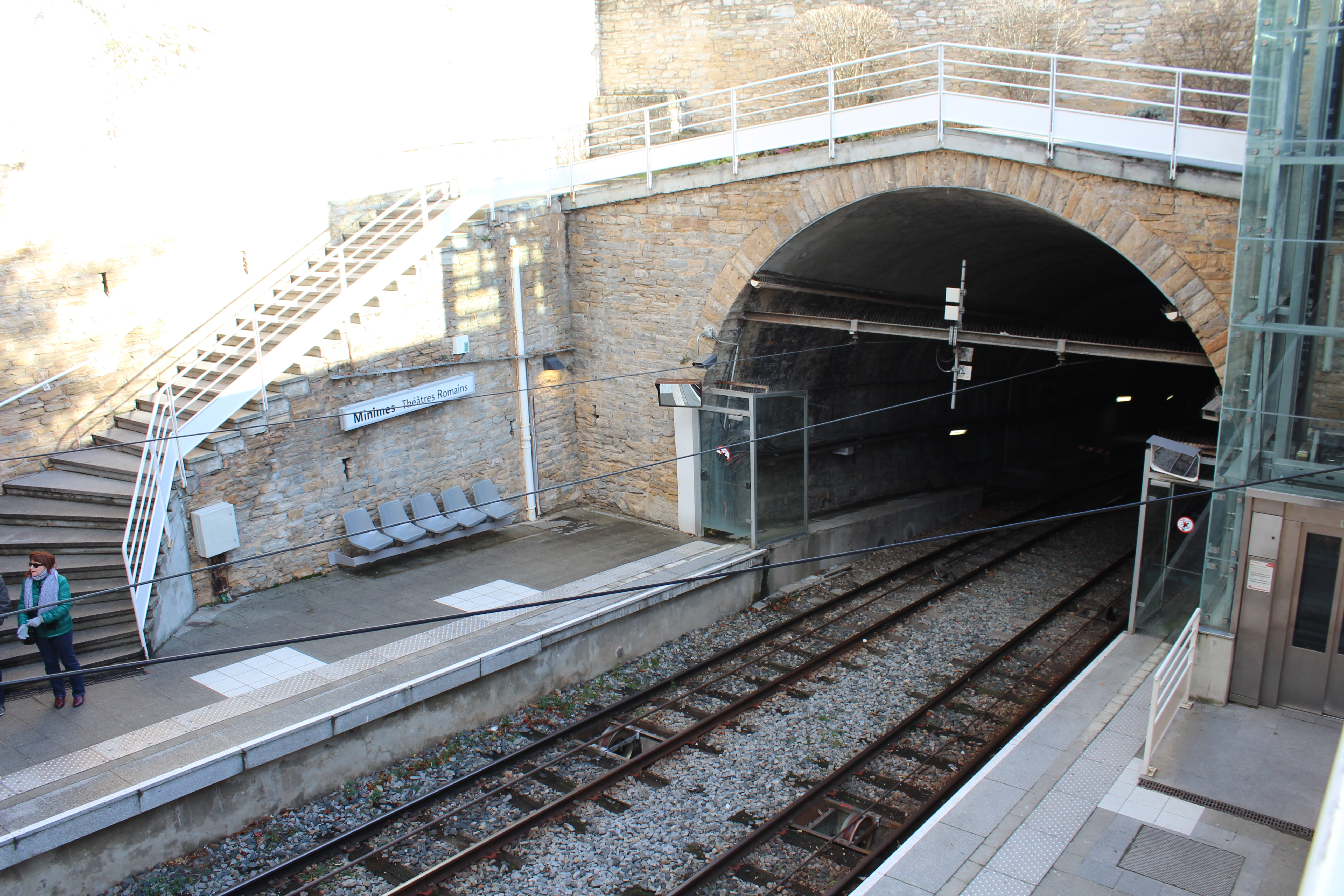
Lifttoegang, enkel tot het zuidelijk perron